# Società Sportiva Arezzo
Maillots
Actualités
La Società Sportiva Arezzo, couramment abrégée SS Arezzo, est un club de football italien fondé le 10 septembre 1923 et situé à Arezzo en Toscane.
En 2009-2010, le club participait à la Ligue Pro Première Division italienne. Mais à la suite de difficultés financières, le club est recréé sous le nom Associazione Sportiva Dilettantistica Atletico Arezzo (plus tard Unione Sportiva Dilettantistica Arezzo) et évoluait en Serie D. Son nom redevient US Arezzo quand il est repêché en Lega Pro en 2014-2015.

## Historique

Logo de 2010 à 2018

- 1923 - fondation du club nommé FC Juventus Arezzo
- 1930 - À la suite de la fusion avec d'autres clubs, le club se nomme Unione Sportiva Arezzo
- 1935 - Le club est admis dans la nouvelle Serie C, en 1953 Arezzo est relégué puis remontera en 1958
- 1966 - Promotion en Serie B, mais ne séjourne qu'une saison
- 1969 - Retour en Serie B jusqu'en 1975
- 1982 - Troisième promotion en Serie B jusqu'en 1988, s'ensuivent des problèmes financiers
- 1993 - Après la faillite, le club est reformé en Associazione Calcio Arezzo et admis en Serie D
- 2004 - Retour en Serie B
- 2010 - À la suite de difficultés financières, le club est refondé sous le nom d'ASD Atletico Arezzo et redémarre en Serie D
- 2012 - Le club est renommé : Unione Sportiva Arezzo
- 2018 - Arezzo se déclare en faillite le 15 mars 2018, puis en mai devient Società Sportiva Arezzo en étant racheté le club peut continuer en Serie C

## Changements de nom
- 1923-1930 : Juventus Foot Ball Club Arezzo
- 1930-1936 : Unione Sportiva Arezzo
- 1936-1937 : Società Sportiva Juventus Arezzo
- 1937-1993 : Unione Sportiva Arezzo
- 1993-2010 : Associazione Calcio Arezzo
- 2010-2012 : Associazione Sportiva Dilettantistica Atletico Arezzo
- 2012-2018 : Unione Sportiva Arezzo
- 2018- : Società Sportiva Arezzo

## Palmarès
- Coupe d'Italie de Serie C : 1982
- Supercoupe de la Ligue Serie C1 : 2004

## Anciens joueurs
Les internationaux
- Luca Antonini
- Fabio Bazzani
- Amedeo Carboni
- Alessandro Calori
- Fabrizio Di Mauro
- Antonio Floro Flores
- Mario Frick
- Andrea Gentile
- Francesco Graziani
- Giampiero Maini
- Angelo Pagotto
- Giuseppe Papadopulo
- Manuel Pasqual
- Adrián Ricchiuti
- Emanuel Rivas
- Gennaro Ruotolo
- Gionatha Spinesi
- Moreno Torricelli
- Riccardo Zampagna
- Salim Cissé